# جان سویلز
جان سویلز (به انگلیسی: John Swales) (زاده ۱۹۳۸ در شفیلد) زبانشناس بریتانیایی است که بیشتر در زمینه تحلیل ژانر کار کرده‌است. وی از پایه‌گذاران اولین دوره کارشناسی ارشد زبان انگلیسی برای اهداف ویژه است که در دانشگاه آستون تدریس شد. او از سال ۱۹۸۵ تا ۲۰۰۷ که بازنشسته شد در دانشگاه میشیگان استاد بود. وی پس از بازنشستگی نیز به پژوهش و فعالیت‌های آموزشی خود ادامه می‌دهد.

## کتابشناسی
شماری از کتابهای ایشان:
- Genre Analysis: English in Academic and Research Settings انتشارات دانشگاه کمبریج، ۱۹۹۰
- Academic Writing for Graduate Students انتشارات دانشگاه میشیگان همراه با C. B. Feak ویراست سوم ۲۰۱۲